# Alvin Rupes
L'Alvin Rupes è una struttura geologica della superficie di Mercurio.